# Макаров, Глеб Николаевич
Макаров Глеб Николаевич — советский ученый в области химии и технологии твердого топлива. Декан факультета химической технологии топлива (1951—1960), заведующий кафедрой химической технологии твердого топлива (1977—1986). Председатель Научного совета АН СССР по химии топлива.

## Биография
Родился 12 сентября 1917 г. в Петрограде. В 1935 окончил среднюю школу в Москве и поступил на технологическое отделение МХТИ, которое окончил по специальности «Инженер-технолог пирогенных процессов» (с отличием, 1940). Ученик Е. В. Раковского.
В августе 1940 призван в ряды Красной Армии, но в январе 1941 демобилизован по состоянию здоровья.
С марта 1941 по июль 1944 работал на заводе № 754 Наркомата химической промышленности в должностях начальника опытной установки и начальника смены на опасном производстве противотанковых зажигательных смесей.
С 1944 жизненный и творческий путь Г. Н. Макарова связан с МХТИ. По окончании аспирантуры института (1947) он был зачислен ассистентом на кафедру пирогенных процессов и одновременно назначен заместителем декана факультета химической технологии топлива. В 1947 защитил кандидатскую диссертацию «К вопросу об ароматизации первичных смол» (рук. Е. Э. Лидер). В этот период у него особенно ярко проявился интерес к научной работе, заложенный ещё в студенческие годы Е. В. Раковским, который привил молодому преподавателю навыки решения производственных задач предприятий отрасли.
Был деканом факультета химической технологии топлива (1951—1960). В 1965 защитил докторскую диссертацию «Теоретические основы и разработка метода непрерывного коксования углей в кольцевых печах»; в 1967 утвержден в звании профессора. В 1977 избран заведующим кафедрой химической технологии твердого топлива, сменив на этой должности К.К Сыскова. В начале 1986 перешел на должность профессора-консультанта.

## Деятельность
С его именем связаны фундаментальные исследования в области теории коксования, внесшие значительный вклад в понимание процессов термической деструкции углей, образования кокса и химических продуктов. Предложенный им способ непрерывного коксования углей в кольцевых печах был известен в научно-технической литературе как "коксование по методу МХТИ им. Д.И. Менделеева". Метод был запатентован в ряде стран и успешно внедрен в отечественной промышленности. Впервые в мировой практике под руководством Г.Н. Макарова была написана монография по предварительной обработке углей перед коксованием. 
Его работы послужили основой для проектирования ряда опытно-промышленных установок; они были внедрены на Московском, Алтайском, Западно-Сибирском, Харьковском, Донецком, Кемеровском и других заводах. Руководил проблемной лабораторией новых методов коксования и отраслевой лабораторией, созданной для внедрения в промышленность непрерывного метода коксования.
Опубликовал 238 научных трудов, в том числе три монографии. Совместно с Т. Д. Харламповичем был ответственным редактором учебника «Химическая технология топлива» (1984).
Вел активную научно-организационную работу в качестве председателя двух диссертационных советов, председателя Научного совета по проблеме «Новые процессы в коксохимической промышленности» Государственного комитета СССР по науке и технике, председателя Научного совета АН СССР по химии топлива. В течение многих лет входил в редколлегию журнала «Кокс и химия».

## Труды
Макаров Г.Н. Производство кокса в кольцевых печах / Металлургия М.: 1972. - 319 с.
Макаров Г.Н. Специальные виды кокса / Металлургия М.: 1977. - 167 с.
Житов Б.Н. Макаров Г.Н. Коксование термически подготовленных углей / Металлургия М.: 1971. - 270 с